# Xã Lower Surrounded Hill, Quận Prairie, Arkansas
Xã Lower Surrounded Hill (tiếng Anh: Lower Surrounded Hill Township) là một xã thuộc quận Prairie, tiểu bang Arkansas, Hoa Kỳ. Năm 2010, dân số của xã này là 639 người.